# Nazo no kanojo X
Nazo no kanojo X (謎の彼女X? lett. "La fidanzata misteriosa X") è un manga di genere seinen scritto e illustrato dall'artista Riichi Ueshiba, pubblicato dalla rivista giapponese Afternoon e distribuito in formato tankōbon da Kōdansha. Iniziata come one-shot nel 2004, l'opera è stata poi serializzata a partire dal 2006.
La serie racconta l'evolversi della storia d'amore che si sviluppa tra Akira Tsubaki, studente di una scuola media superiore a Tokyo, e la sua compagna di classe Mikoto Urabe, ragazza introversa e misteriosa. I due stabiliscono un insolito legame, che permette loro di comunicare le proprie sensazioni o stati d'animo per mezzo della saliva. Dal 7 aprile 2012 al 30 giugno 2012 è andato in onda l'adattamento anime ad opera di Hoods Entertainment, inoltre un OAV è stato pubblicato il 23 agosto 2012.

## Trama

Mikoto Urabe e Akira Tsubaki

La storia ha inizio con l'arrivo di Mikoto Urabe, una nuova studentessa in trasferimento da un'altra scuola, nella classe di Akira Tsubaki. A Mikoto viene assegnato il posto a sedere accanto ad Akira, che su richiesta dell'insegnante avrà il compito di farle da guida per i primi giorni. Mikoto rivela immediatamente il proprio carattere schivo e introverso, e respinge qualunque tentativo di socializzazione da parte delle sue compagne di classe, che vorrebbero conoscerla meglio. Durante l'intervallo la nuova arrivata preferisce infatti riposare sul proprio banco piuttosto che parlare con gli altri studenti. Dopo essere scoppiata a ridere all'improvviso nel bel mezzo della lezione, Mikoto viene etichettata definitivamente come una persona strana, ed evitata da tutti.
Un giorno Akira si intrattiene a giocare fino a tardo pomeriggio con i propri amici nel cortile della scuola; quando ritorna in classe per prendere le sue cose e tornare a casa, scopre che Mikoto è rimasta addormentata sul proprio banco. Dal momento che i cancelli della scuola stanno per essere chiusi dal custode, sveglia la ragazza per avvertirla e rimane sorpreso nel cogliere per un attimo il suo viso grazioso, coperto solitamente da lunghe ciocche di capelli. Dopo essere rimasto solo, Akira si accorge che sul banco è rimasta della saliva, lasciata inavvertitamente da Mikoto durante il sonno, e istintivamente la assaggia portandola alla propria bocca. Rendendosi conto di ciò che ha fatto, torna a casa in preda all'imbarazzo, e durante la notte ha uno strano sogno, nel quale si ritrova a ballare con la sua nuova compagna di classe.
Pochi giorni dopo, nel corso della lezione di educazione fisica, Akira si sente improvvisamente mancare e casca al suolo; gli viene diagnosticata una normale influenza, tuttavia la febbre non accenna a calare nonostante il passare dei giorni e le cure della sorella maggiore Yōko. Inaspettatamente Mikoto decide di andare a trovare Akira a casa, e con la scusa di dovergli consegnare degli importanti appunti scolastici riesce a introdursi da sola nella sua camera. La strana ragazza chiede ad Akira se per caso avesse assaggiato la sua saliva, e dopo aver ricevuto una silenziosa ammissione di colpevolezza (Akira annuisce imbarazzato), intinge il dito nella saliva della sua bocca e gli chiede di leccarlo. Nel giro di pochi secondi la febbre scende e Akira si sente meglio. Mikoto gli spiega quindi che poiché aveva assaggiato la sua saliva alcuni giorni prima è stato colto da una "febbre d'amore", causando l'insorgere dei sintomi da astinenza; saluta quindi Akira, augurandogli di tornare a scuola già dal giorno seguente, e torna a casa lasciandolo frastornato dentro il suo letto.
Grazie alla repentina guarigione Akira è effettivamente in grado di tornare a frequentare le lezioni. Rincasando nel pomeriggio trova Mikoto ad attenderlo per la strada che gli propone di tornare a casa insieme, e riceve ancora una volta la sua "razione" di saliva dal dito della ragazza, prima di separarsi da lei. Da quel giorno in poi questa routine segreta verrà seguita quotidianamente: i due studenti infatti, uscendo da scuola, prendono strade diverse per non farsi vedere assieme dai compagni di classe e si danno appuntamento presso un suggestivo cavalcavia a cielo aperto, per poi dividersi nuovamente e tornare alle proprie abitazioni. Durante uno di questi incontri Akira viene a conoscenza del fatto che Mikoto tiene sempre un paio di forbici infilate nel bordo laterale delle sue mutandine, che è capace di utilizzare con incredibile precisione e abilità, e dalle quali non si separa quasi mai.
Man mano che il tempo passa Akira si rende conto di essere veramente innamorato di Mikoto, come già "diagnosticato" in precedenza dalla ragazza, e le dichiara i suoi sentimenti. Mikoto gli chiede di provare il suo desiderio di formare una coppia con un approccio speciale: Akira le mostra allora una fotografia che teneva nel portafoglio ritraente Aika Hayakawa, una sua compagna di scuola delle medie inferiori per la quale ha avuto una cotta segreta durata tre anni, e la fa a pezzi con le forbici di Mikoto. Questa dimostrazione d'amore colpisce al cuore Mikoto, che accetta lietamente di divenire la sua fidanzata.
Man mano che la loro relazione va avanti, Akira scopre che lo speciale legame che intercorre con Mikoto permette loro di comunicare le proprie sensazioni ed emozioni mediante la saliva; Mikoto sembra essere inoltre in grado di stabilire una sorta di collegamento telepatico con Akira e di percepire i suoi pensieri e i suoi sogni, sempre per mezzo della saliva. La storia prosegue descrivendo i passi più importanti e lo sviluppo della loro vita di coppia, che evolve grazie anche al confronto con altri compagni di scuola (Ayuko Oka e Kōhei Ueno) e si complica per il ritorno in scena di Aika.

## Personaggi
Akira Tsubaki (椿 明?, Tsubaki Akira).
Doppiato da Miyu Irino.
Il protagonista maschile. Akira è un ragazzo serio e responsabile, fin troppo scrupoloso. Desidera ad ogni costo tenere segreta la relazione con Mikoto, ed è molto legato alla loro routine quotidiana basata sullo scambio di saliva. Spesso guarda con un pizzico di invidia alla storia di Kōhei con Ayuko e vorrebbe imitarli, affrettando le tempistiche di sviluppo del suo rapporto di coppia. Per contro, la fidanzata sembra invece più propensa a continuare con calma sugli stessi binari di sempre. D'altra parte, quando Mikoto (il più delle volte, per venire incontro alle esigenze di Akira) si mostra favorevole a un avanzamento della relazione, è proprio lo stesso Akira (con grande sollievo e approvazione da parte di Mikoto) a replicare che il loro rapporto va già bene così com'è, e quindi non c'è motivo di correre troppo.
Mikoto Urabe (卜部 美琴?, Urabe Mikoto).
Doppiata da Ayako Yoshitani.
La protagonista femminile. Mikoto è una ragazza taciturna e introversa, poco disposta ad aprirsi con le altre persone. Se si esclude Akira, pare che riesca ad avere un autentico rapporto umano solo con Ayuko e Yōko. Maestra nell'uso delle forbici come mezzo artistico e di autodifesa, è in generale una ragazza molto atletica. Sa nuotare e correre molto velocemente, e non se la cava male neppure con il tennis e il bowling. Detesta le convenzioni sociali e gli stereotipi sul rapporto di coppia (come la cioccolata di San Valentino) e benché questo suo lato la porti talora ad apparire fin troppo fredda e scostante, è profondamente innamorata del fidanzato. Grazie ai consigli di Ayuko riesce a smussare alcuni dei lati più spigolosi del suo carattere e a capire meglio i sentimenti di Akira.
Ayuko Oka (丘 歩子?, Oka Ayuko).
Doppiata da Ryō Hirohashi.
Ayuko è una compagna di classe di Akira e Mikoto. Vivace, intraprendente e curiosa – al punto da apparire, a volte, un tantino impicciona – è stata stregata dal fascino misterioso di Mikoto, e vorrebbe diventare a tutti i costi sua amica. Decide pertanto di sfruttare la propria abilità culinaria per vincere la riluttanza di Mikoto, preparandole ogni giorno squisiti manicaretti da condividere con lei durante l'ora di pranzo. Alla fine, diventano buone amiche a tutti gli effetti. Ayuko è impegnata da oltre un anno in una relazione con Kōhei (il migliore amico di Akira) e, dall'alto della sua esperienza, non perde mai l'occasione per offrire all'amica suggerimenti (quasi sempre non richiesti) su come vivere al meglio il suo rapporto di coppia.
Kōhei Ueno (上野 公平?, Ueno Kōhei).
Doppiato da Yūki Kaji.
Il migliore amico di Akira. Se Ayuko conosce vita, morte e miracoli della coppia Mikoto-Akira, Kōhei dal canto suo ignora completamente che il suo migliore amico sia fidanzato proprio con Mikoto. Nell'anime Kōhei è un personaggio quasi di contorno, mentre il manga scava di più nel suo passato.
Yōko Tsubaki (椿 陽子?, Tsubaki Yōko).
Doppiata da Misato Fukuen.
La sorella maggiore di Akira, di sette anni più grande di lui. Dopo la tragica scomparsa della madre, ha assunto in casa Tsubaki le veci di una figura materna. Nell'anime non nutre alcun sospetto sulla vita privata del fratello. Nel manga, invece, si confronta a più riprese con Mikoto, abbandonandosi con lei ai ricordi di quando era adolescente.
Aika Hayakawa (早川 愛香?, Hayakawa Aika).
Doppiata da Yu Shimamura.
Vecchia fiamma di Akira. Quest'ultimo è stato segretamente innamorato di lei ai tempi delle medie, ma dopo aver conosciuto Mikoto è riuscito a superare quell'infatuazione. Aika è consapevole del fascino che esercitava su Akira e, dopo essersi lasciata in malo modo con il suo ex-fidanzato, vorrebbe capire se c'è ancora posto per lei nel cuore del ragazzo.
Ryōko Suwano (諏訪野 亮子?, Suwano Ryōko).
Doppiata da Ayumi Fujimura.
Compagna di classe di Akira. Relegata nell'anime a una parte marginale di poche battute, nel manga sarà destinata a diventare la vera rivale di Mikoto. Tenterà in varie occasioni di sedurre Akira con i suoi modi languidi e i suoi occhi sognanti.
Momoka Imai (今井 百夏?, Imai Momoka).
Una idol fisicamente identica a Mikoto (ma con i capelli castani e il seno meno prosperoso). Nell'anime si accenna soltanto alla sua esistenza, mentre nel manga è protagonista di una saga a lei interamente dedicata. Il suo temperamento, al contrario della sosia, è brillante, spigliato e comunicativo.
Minori Matsuzawa (松沢 穂?, Matsuzawa Minori).
Presente solo nel manga, è una componente del club di cinematografia. Stringe amicizia con Akira perché condivide con lui gli stessi peculiari gusti in materia di film.
Takaomi Matsubue (松笛 篁臣?, Matsubue Takaomi).
Doppiato da Hiro Yūki.
Un personaggio, come Arika, protagonista di una precedente opera di Ueshiba (Discommunication). Stravagante e misterioso, ama rivolgere alla fidanzata richieste piuttosto singolari. Compare soltanto nell'OAV.
Arika Togawa (戸川 安里香?, Togawa Arika).
Doppiata da Megumi Hayashibara.
La fidanzata di Takaomi. Acconsente alle bizzarre richieste del ragazzo perché è intenzionata a decifrare i misteri del suo cuore e a capire per quale motivo si sia innamorata di lui. Compare soltanto nell'OAV.

## Genesi dell'opera
Ueshiba ha dichiarato che in principio aveva intenzione di realizzare una storia ricca di spunti fantastici. Mikoto doveva discendere da un antichissimo clan giapponese menzionato nel Kojiki. Il dipartimento editoriale, tuttavia, non era dello stesso parere.
(Riichi Ueshiba)
Il progetto originale prevedeva tre sorelle, ciascuna con un nome che ricordasse uno strumento musicale: Misuzu (lett. "grazioso suzu"), Mikoto (lett. "grazioso koto") e Miko (lett. "grazioso tamburo"). Ueshiba conservò il nome Mikoto per la protagonista femminile, mentre il cognome Urabe fu ripreso dal nome di un personaggio maschile del manga shōjo di Mariko Iwadate Tooi hoshi wo kazoete.
Un'altra fonte di ispirazione per l’autore fu Il demone dell’isola sperduta, un romanzo di Ranpo Edogawa in cui un uomo e una donna trascorrono la notte in una camera d'albergo, mantenendo però le distanze sul piano fisico. La situazione mette entrambi a disagio, e a un certo punto la donna rivela al suo compagno un segreto che costituisce il fulcro intorno al quale ruoterà la trama.
(Riichi Ueshiba)
Per il protagonista maschile, Ueshiba aveva già ipotizzato il nome Akira. Il mangaka lo associò immediatamente a Kurosawa e al suo film preferito tra quelli diretti da quest’ultimo: Sanjuro (椿三十郎?, Tsubaki Sanjūrō), dal quale ricavò il cognome Tsubaki. Il nome della sorella di Akira fu ripreso dall’attrice moglie di Kurosawa, Yōko Yaguchi. Per quanto riguarda il titolo dell’opera, l’autore prese spunto dalla serie di fantascienza britannica UFO, ribattezzata in Giappone Nazo no enban UFO (謎の円盤UFO? lett. "Misterioso disco volante UFO").

## Tematiche trattate e analisi
Il leitmotiv dello scambio di saliva può assumere una doppia valenza, tanto soprannaturale quanto metaforica. Da quest’ultima prospettiva, la saliva rimanda per analogia ad altri fluidi corporei, e in questo senso il bizzarro rituale replicato da Akira e Mikoto simboleggia il processo di scoperta della sessualità – con le perplessità, le insicurezze e le esitazioni ad essa correlate – tipico dell’adolescenza. Per contro, dal punto di vista fisico la relazione tra i due fidanzati si sviluppa alquanto lentamente. La narrazione preferisce infatti soffermarsi su alcuni passaggi fondamentali del rapporto di coppia, solitamente trascurati da altri manga di genere sentimentale. Lo scambio di saliva assurge a tutti gli effetti a surrogato del bacio, originando al tempo stesso una connessione empatica tra i protagonisti. Ciò permette all'autore di focalizzarsi sugli aspetti della relazione non direttamente collegabili alla sfera erotica, nell'ambito di una visione dell'adolescenza intesa come periodo della vita in cui alla sessualità non è (o non dovrebbe essere) conferita un'importanza eccessiva. A questo proposito, Ueshiba ha dichiarato che personaggi in età più adulta si sarebbero rivelati inadatti allo scopo.
(Riichi Ueshiba)
L’attribuzione all'opera di una precisa collocazione temporale si rivela, in prima battuta, abbastanza problematica. Akira, Mikoto e gli altri personaggi sembrano quasi ignorare l’esistenza degli odierni ritrovati tecnologici, come ad esempio i cellulari. D’altro canto, Akira e Minori si prestano a vicenda i DVD dei propri film preferiti, mentre Momoka racconta a Mikoto di aver consultato il sito web della scuola. Tale ambiguità è riproposta in modo efficace dalla serie animata, che associa fondali di taglio inequivocabilmente moderno a un character design piuttosto rétro, reso attraverso una combinazione di figure corporee tozze e occhi dal biancore particolarmente accentuato. Ueshiba ha spiegato di essersi ispirato, per l’ambientazione del manga, all’epoca in cui egli stesso era adolescente (ossia, gli anni 80) senza avvertire l’esigenza di realizzare un prodotto al passo con le tendenze in voga tra i giovani d’oggi.
(Riichi Ueshiba)
La visionaria e immaginifica città evocata all'interno dell'universo onirico di Akira è resa graficamente in uno stile che ricorda l'opera di Bosch. Ricca di particolari tanto accattivanti quanto spaventosi, si può intendere come una metafora della natura stravagante e contraddittoria che caratterizza le pulsioni adolescenziali. Secondo il regista della serie animata Watanabe, quando lo spettatore è introdotto per la prima volta nella misteriosa città dei sogni di Akira, Mikoto corre tenendo il fidanzato per mano perché "sono sempre le ragazze che guidano i ragazzi attraverso la crescita e il divenire adulti".

## Media

### Manga
Il manga Nazo no kanojo X di Riichi Ueshiba è stato pubblicato dalla rivista di manga Afternoon della Kōdansha a partire dal 2006. La sua pubblicazione è terminata il 21 novembre 2014 con il dodicesimo volume. La versione in inglese (Mysterious Girlfriend X) per il mercato nordamericano è stata distribuita da Vertical accorpando a due a due i tankōbon originali, per un totale di sei volumi.

### Light novel
Il 1º giugno 2012, nel periodo compreso tra l'uscita dei numeri 8 e 9 del manga, Kōdansha ha pubblicato una light novel intitolata Nazo no shōsetsu-ban (謎の小説版? lett. "Misterioso adattamento in romanzo"). La storia, scritta da Chihaya Satō e illustrata da Ueshiba, ruota intorno a un misterioso laccetto in grado di garantire che una coppia rimanga insieme per sempre, a patto che uno dei due fidanzati lo doni all'altro e quest'ultimo non si renda conto dei suoi magici poteri.

### Anime
Una versione animata della serie, curata dalla Hoods Entertainment è stata trasmessa in Giappone dal 7 aprile 2012 al 30 giugno 2012, e contemporaneamente in streaming su Crunchyroll. Un original anime video è stato pubblicato il 23 agosto 2012 insieme al nono volume del manga. I diritti della serie sono stati acquistati in America Settentrionale dalla Sentai Filmworks che ha trasmesso la serie in streaming grazie a The Anime Network e Hulu trentuno giorni dopo la loro trasmissione originale. La trama dell'anime copre i primi cinque volumi del manga, ossia fino al capitolo 36.

#### Produzione
Nel giugno 2010 la King Records propose a Ueshiba di adattare il manga. La sceneggiatura del primo episodio, a cura di Deko Akao, fu consegnata al mangaka all’inizio dell’estate 2011. A dicembre il casting dei doppiatori (con la sola eccezione del ruolo di Mikoto) era già stato completato. Ueshiba rimase molto impressionato dal fatto che il doppiatore di Jintan di Ano Hana (ossia Miyu Irino) avrebbe prestato la sua voce ad Akira. In seguito, nel gennaio successivo, la parte di Mikoto fu assegnata ad Ayako Yoshitani.
(Riichi Ueshiba)
Ueshiba si è detto alquanto soddisfatto del lavoro di adattamento della sua opera. Dopo la registrazione dell’ultima puntata dell’anime, a maggio 2012, regalò a ciascuno dei doppiatori un disegno del personaggio da essi interpretato.

#### DVD/Blu-ray disc
La versione home video della serie animata è stata distribuita a partire dal 4 luglio 2012 da King Amusement Creative. I sei DVD/BD che la compongono hanno realizzato in Giappone una vendita media di 3087 unità, per un incasso complessivo pari a circa 117,1 milioni di yen.
| Titolo BD/DVD                    | Episodi      | Data uscita       | Contenuti extra |
| -------------------------------- | ------------ | ----------------- | --- |
| 謎の彼女X 1?, Nazo no kanojo X 1 | 1 – 2        | 4 luglio 2012     | Sigla di apertura (恋のオーケストラ?, Koi no Orchestra) full version. Opuscolo integrativo di 8 pp.                                            |
| 謎の彼女X 2?, Nazo no kanojo X 2 | 3 – 4        | 25 luglio 2012    | Sigla di chiusura (放課後の約束?, Hōkago no yakusoku) full version. Opuscolo integrativo di 8 pp.                                              |
| 謎の彼女X 3?, Nazo no kanojo X 3 | 5 – 6        | 22 agosto 2012    | CD 「謎の彼女X」サウンドトラック vol.1?, "Nazo no kanojo X" Soundtrack vol.1 con 12 tracce della colonna sonora. Opuscolo integrativo di 8 pp. |
| 謎の彼女X 4?, Nazo no kanojo X 4 | 7 – 8        | 26 settembre 2012 | CD 「謎の彼女X」サウンドトラック vol.2?, "Nazo no kanojo X" Soundtrack vol.2 con 13 tracce della colonna sonora. Opuscolo integrativo di 8 pp. |
| 謎の彼女X 5?, Nazo no kanojo X 5 | 9 – 10       | 24 ottobre 2012   | Drama-CD 「謎の手作りデザート」?, "Nazo no tezukuri dezāto" Opuscolo integrativo di 8 pp.                                                      |
| 謎の彼女X 6?, Nazo no kanojo X 6 | 11 – 12 – 13 | 21 novembre 2012  | Drama-CD 「謎の肉食女子」?, "Nazo no nikushoku joshi" Opuscolo integrativo di 8 pp.                                                            |

#### Colonna sonora
La colonna sonora dell'anime è stata composta da Tomoki Hasegawa, già autore del commento musicale di Wedding Peach e Nana. Degno di menzione il brano Kimyō na yume: un valzer grottesco e, in un certo senso, inquietante associato alla fantasmagorica città in cui si ritrova Akira nei suoi sogni notturni. La sigla di apertura Koi no Orchestra, così come la sigla di chiusura Hōkago no yakusoku sono entrambe cantate dalla doppiatrice di Mikoto Ayako Yoshitani. Due CD con le BGM impiegate nella serie sono stati distribuiti insieme al terzo e al quarto DVD/BD, rispettivamente il 22 agosto e il 26 settembre 2012.
| "Nazo no kanojo X" Soundtrack vol. 1 | "Nazo no kanojo X" Soundtrack vol. 1     | "Nazo no kanojo X" Soundtrack vol. 1 |
| No.                                  | Titolo traccia                           | Durata                               |
| ------------------------------------ | ---------------------------------------- | ------------------------------------ |
| 1                                    | 始まりの朝?, Hajimari no asa             | 1:24                                 |
| 2                                    | ガール・ミーツ・ガール?, Gāru mītsu gāru | 1:26                                 |
| 3                                    | 謎の彼女?, Nazo no kanojo                | 2:26                                 |
| 4                                    | 奇妙な夢?, Kimyō na yume                 | 1:52                                 |
| 5                                    | 極限状態?, Kyokugen jōtai                | 1:36                                 |
| 6                                    | アイキャッチA?, Aikyacchi A              | 0:11                                 |
| 7                                    | 謎の体育祭?, Nazo no taiikusai           | 1:43                                 |
| 8                                    | 新しい世界?, Atarashii sekai             | 1:48                                 |
| 9                                    | なんだかちょっと?, Nandaka chotto        | 1:32                                 |
| 10                                   | 恋の病?, Koi no yamai                    | 2:09                                 |
| 11                                   | 溢れる幸せ?, Afureru shiawase            | 1:32                                 |
| 12                                   | さりげない想い?, Sarige nai omoi         | 1:47                                 |
| A                                    |                                          |                                      |
| Durata totale                        | Durata totale                            | 19:26                                |

| "Nazo no kanojo X" Soundtrack vol. 2 | "Nazo no kanojo X" Soundtrack vol. 2 | "Nazo no kanojo X" Soundtrack vol. 2 |
| No.                                  | Titolo traccia                       | Durata                               |
| ------------------------------------ | ------------------------------------ | ------------------------------------ |
| 1                                    | 初めての感覚?, Hajimete no kankaku   | 1:48                                 |
| 2                                    | 僕たちの決意?, Bokutachi no ketsui   | 1:06                                 |
| 3                                    | 禁断症状?, Kindan shōjō              | 1:36                                 |
| 4                                    | 黄金色の夕暮れ?, Koganeiro no yūgure | 1:35                                 |
| 5                                    | アイキャッチC?, Aikyacchi C          | 0:11                                 |
| 6                                    | 不思議な涙?, Fushigi na namida       | 1:59                                 |
| 7                                    | 彼女と彼氏?, Kanojo to kareshi       | 1:45                                 |
| 8                                    | いつもの幸せ?, Itsumo no shiawase    | 1:37                                 |
| 9                                    | 夢見心地?, Yumemigokochi             | 1:29                                 |
| 10                                   | アイキャッチB?, Aikyacchi B          | 0:08                                 |
| 11                                   | 二人の絆?, Futari no kizuna          | 2:06                                 |
| 12                                   | 恋のセレナーデ?, Koi no serenade     | 1:20                                 |
| 13                                   | オトコノコ?, Otoko no ko             | 1:23                                 |
| Durata totale                        | Durata totale                        | 18:03                                |